# محمد أيمن سوسان
محمد أيمن سوسان هو دبلوماسي وسياسي سوري يشغل منصب سفير سوريا في السعودية شغل سابقاً منصب معاون وزير الخارجية والمغتربين منذ عام 2014 وقبلها كان يشغل منصب سفير الجمهورية العربية السورية في بلجيكا والاتحاد الأوروبي حتى عام 2012 ويحمل شهادة الدكتوراه في العلاقات الدولية. بعد سقوط نظام بشار الأسد قامت السلطات السعودية بطرد أيمن سوسان وحاشيته باعتباره شخصاً غير مرغوب به بسبب تستره ومشاركته بممارسات الفساد والابتزاز و بشبكة تجارة المخدرات التي كان يتزعمها الرئيس الساقط.

## عمله
بدأ العمل في وزارة الخارجية السورية في عام 1994 حيث عمل في مختلف الإدارات والأقسام كما عمل في السفارة السورية في باريس، وعمل مديراً لمكتب وزير الخارجية الأسبق فاروق الشرع ثم مديراً لإدارة أوروبا، عيّن سفيراً لسورية لدى بلجيكا والاتحاد الأوروبي حتى عام 2012 قبل ان يتم ابعاده إثر الاحتجاجات التي شهدتها سورية، وموقف الدول الأوروبية منها.
وفي عام 2014 أصدر الرئيس السوري بشار الأسد مرسوماً بتعيين د.محمد أيمن سوسان معاوناً لوزير الخارجية والمغتربين، حيث يشرف على عمل بعض الإدارات والأقسام في الوزارة كما يشارك في تمثيل سورية   في عدد من الفعاليات الدولية.

## انظر ايضاً
- فيصل المقداد
- بشار الجعفري
- بسام الصباغ